# クレージー作戦 先手必勝
『クレージー作戦 先手必勝』（クレージーさくせん せんてひっしょう）は、1963年に東宝で制作されたクレージーキャッツ主演作品。「作戦シリーズ」第1作。併映は『戦国野郎』（岡本喜八監督）。
キャッチコピーは「夫婦喧嘩に米ソの対立！よろずもめ事どんとこい！」

## 概要
クレージーキャッツとしては、先にヒットした東宝映画『ニッポン無責任時代』および『ニッポン無責任野郎』にグループ全員が出演していたが、それらはあくまで植木等主演の映画であった。しかし、これら2作品の成功により、東宝のプロデューサー・藤本真澄から、グループとしてのクレージーキャッツが出演する映画シリーズの企画が、渡辺プロに持ちかけられた。その結果、東宝と渡辺プロ提携による第1作として製作されたのがこの映画である。これにより、渡辺プロ社長の渡辺晋が製作としてクレジットされ、クレージー以外の渡辺プロ専属タレントも登場することになり、本作には中尾ミエが出演した。また、本作以降のクレージー全員が出演する作品は、後年「作戦シリーズ」と呼ばれるようになる。
監督は『無責任時代』『無責任野郎』の同時上映作である「駅前シリーズ」を担当した久松静児が担当（久松の手がけたクレージー映画は本作のみ）。また中尾以外の共演者は、「駅前シリーズ」の常連にして『夢で逢いましょ』で中尾・クレージーと共演した池内淳子、『若い季節』で共演した淡路恵子と松村達雄（松村は『無責任時代』でも共演）、「社長シリーズ」の加東大介、喜劇界から柳家金語楼と八波むと志ら豪華な顔ぶれが揃い、ラスト近くには当時の人気歌手である坂本九も、久松作品『喜劇 駅前団地』『喜劇 駅前弁当』と同じ洗濯屋役でカメオ出演している。
同題の舞台版も作られ、大阪の梅田コマ劇場で上演された。

## ストーリー
口八丁手八丁の男上田ヒトシは各々専門分野に長けた6人を集めて、物事なんでも解決することを商売とした『よろずまとめや』を開業する。しかし大した仕事は来ず、全員暇を持て余す日々が続いていた。そんなある日、フラリと現れた中山ミエが持ち込んだ団地マダムと商店街のいさかいを見事に解決してから、仕事の依頼が殺到する。一躍大会社にのし上がった『よろずまとめや』だったが、写真会社がくわだてた「追い出し」事件に引き受けたところ、一同は追い出される側の親子に同情して味方となる。そのため『よろずまとめや』は、詐欺の疑いで警察の捜索をうけ、備品も株主に持ち出されてしまうというピンチに。

## スタッフ
- 製作：渡辺晋、森田信
- 監督：久松静児
- 脚本：池田一朗
- 音楽：萩原哲晶、宮川泰

## キャスト
- 上田ヒトシ：植木等
- 花木ハジメ：ハナ肇
- 谷村啓太郎：谷啓
- 犬養弘：犬塚弘
- 安井真：安田伸
- 佐倉千里：桜井センリ
- 石山英太郎：石橋エータロー
- お勝：池内淳子
- 中山ミエ：中尾ミエ
- 大福権兵衛：加東大介
- 大福ふく子：馬野都留子
- 恵子：淡路恵子
- 山形屋龍平：柳家金語楼
- 山形屋孝吉：八波むと志
- 山形屋みゆき：上原ゆかり
- 吉村美智子：大森暁美
- 山野氏：松村達雄
- 山野夫人：沢村貞子
- 大木：沢村いき雄
- 洗濯屋の九ちゃん：坂本九
- 魚徳 : 如月寛多

## 挿入歌
「いろいろ節」
作詞：青島幸男
作曲：萩原哲晶
歌：植木等
「スーダラ節」
作詞：青島幸男
作曲：萩原哲晶
歌：植木等
「やせがまん節」
作詞：青島幸男
作曲：萩原哲晶
歌：植木等
「これが男の生きる道」
作詞：青島幸男
作曲：萩原哲晶
歌：植木等
「ドント節」
作詞：青島幸男
作曲：萩原哲晶
歌：植木等
「五万節―まとめやの歌」
作詞：青島幸男
作曲：萩原哲晶
歌：クレージーキャッツ
「クレージー作戦のテーマ」
作詞：青島幸男
作曲：萩原哲晶
歌：クレージーキャッツ
「ホンダラ行進曲」
作詞：青島幸男
作曲：萩原哲晶
歌：クレージーキャッツ